# Augustin Savard
Marie Emmanuel Augustin Savard (* 15. Mai 1861 in Paris; † 6. Dezember 1942 in Lyon) war ein französischer Komponist und Musikpädagoge.
Der Sohn von Marie-Gabriel-Augustin Savard studierte am Pariser Konservatorium bei Jules Massenet, Antoine Taudou und Émile Durand. 1886 gewann er mit der Kantate La Vision de Saul den Premier Grand Prix de Rome. Nach seiner Rückkehr aus Rom war er in der Spielzeit 1892–1893 Dirigent an der Pariser Oper. Von 1902 bis zu seiner Pensionierung 1921 leitete er das Konservatorium von Lyon.
Er komponierte u. a. die Oper La Forêt, die 1910 an der Pariser Oper uraufgeführt wurde, eine Ouvertüre zum Drama König Lear, ein Poème für Gesang und Orchester und verschiedene kammermusikalische Werke.